# Brabantpark
Het Brabantpark is een wijk in Breda, grenzend aan de wijk Heusdenhout. Het ligt direct ten oosten van het centrum.
Het oostelijke deel van de wijk bestaat voornamelijk uit vierhoog flats en eenvoudige eengezinswoningen uit de jaren 50 en 60, terwijl het westelijke deel vooral bestaat uit jaren 20 en 30 woningen en een villawijk. De wijk heeft in de loop der jaren een behoorlijk gemêleerde bevolkingssamenstelling gekregen. De afgelopen jaren hebben veel jonge gezinnen Brabantpark ontdekt.

## Voorzieningen
- Brabantpark kent twee kleinere winkelcentra (aan de Hooghout en aan de Epelenberg) en een groter centrum: Brabantplein. Dit plein is in 2005 opgeknapt.
- Hogeschool Breda University of Applied Sciences bevindt zich in het hart van de wijk
- Midden in Brabantpark ligt een groot park met een eendenvijver, waarin in 2005 een kleine stroomversnelling is aangelegd. Daarnaast bevat het park een groot sportveld en twee kleine speeltuintjes. Langs het veld en de vijver lopen ruime wandelpaden.
- In 2007 is de Michaëlkerk gesloopt om in 2008 plaats te maken voor een complex met daarin een nieuwe Michaelkerk, de bibliotheek en appartementen. De karakteristieke ronde toren, het kenmerk van de wijk, is behouden gebleven.
- In de buurt van de Michaëlkerk bevindt zich de protestante Markuskerk. Ze is in 2005/2006 opgeknapt.
- Er is een vestiging van basisschool Weilust in Brabantpark.
- Aan de Nieuwe Inslag bevindt zich Bredase Hockey Vereniging Push.
- Aan de Mgr de Vetstraat 2 bevindt zich gemeenschapshuis de Poelewij.

Brabantpark is per bus bereikbaar via stadslijnen 1, 5 en 8 van Arriva.
Het Molenkwartier is een nieuw stuk in Brabantpark dat vanaf 2011 gerealiseerd wordt. Het bestaat uit vijf gebieden: Lint Teteringsedijk Hoge Steenweg, Middengebied, Parkgebouw Molenkwartier, Oostrand en Kop van Genta. Aan de spoorzijde wordt een groenstrook gerealiseerd. De nieuwe wijk wordt voorzien van LED-straatverlichting.

## Fotogalerij

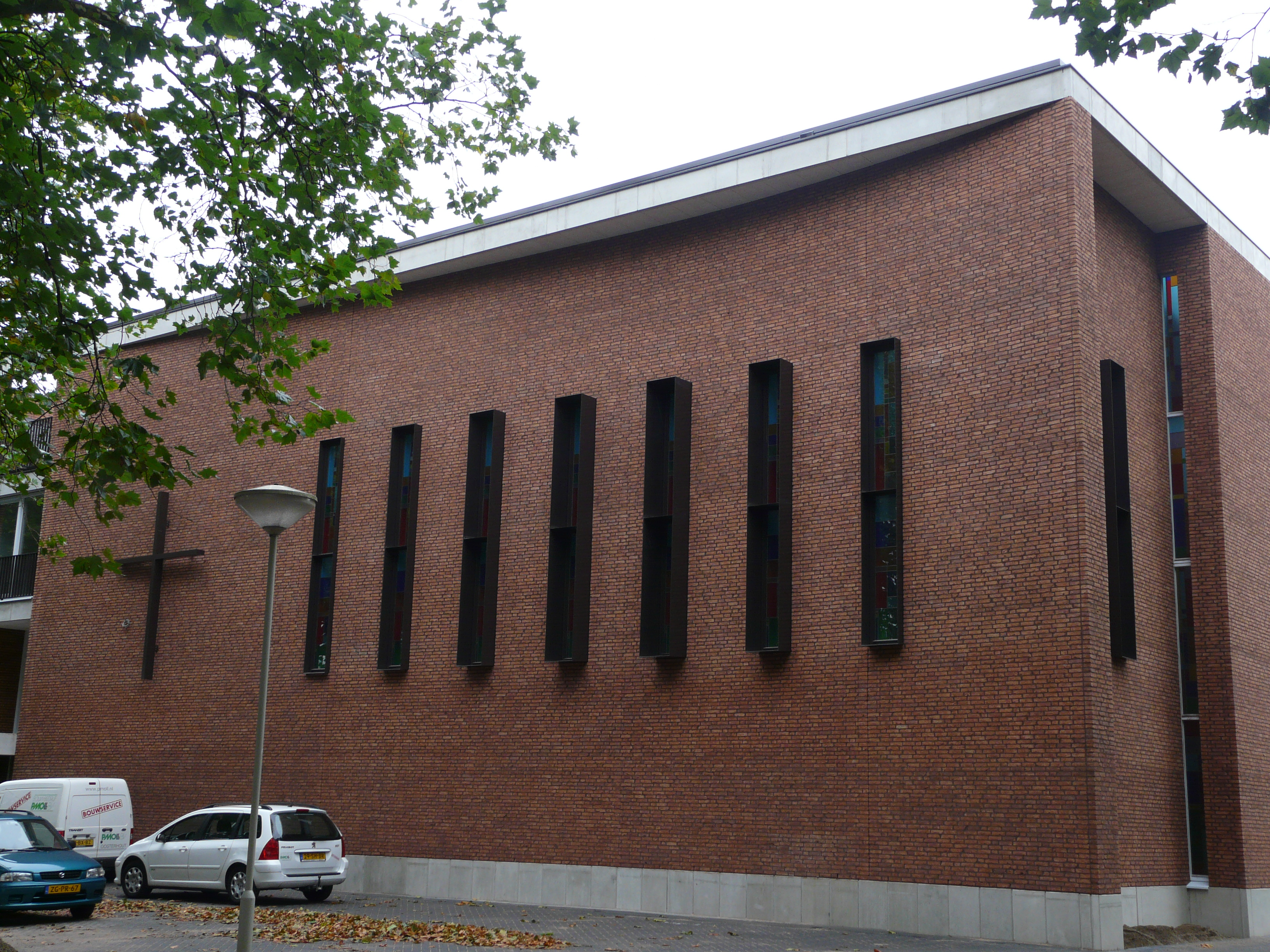
De nieuwe Michaelskerk.
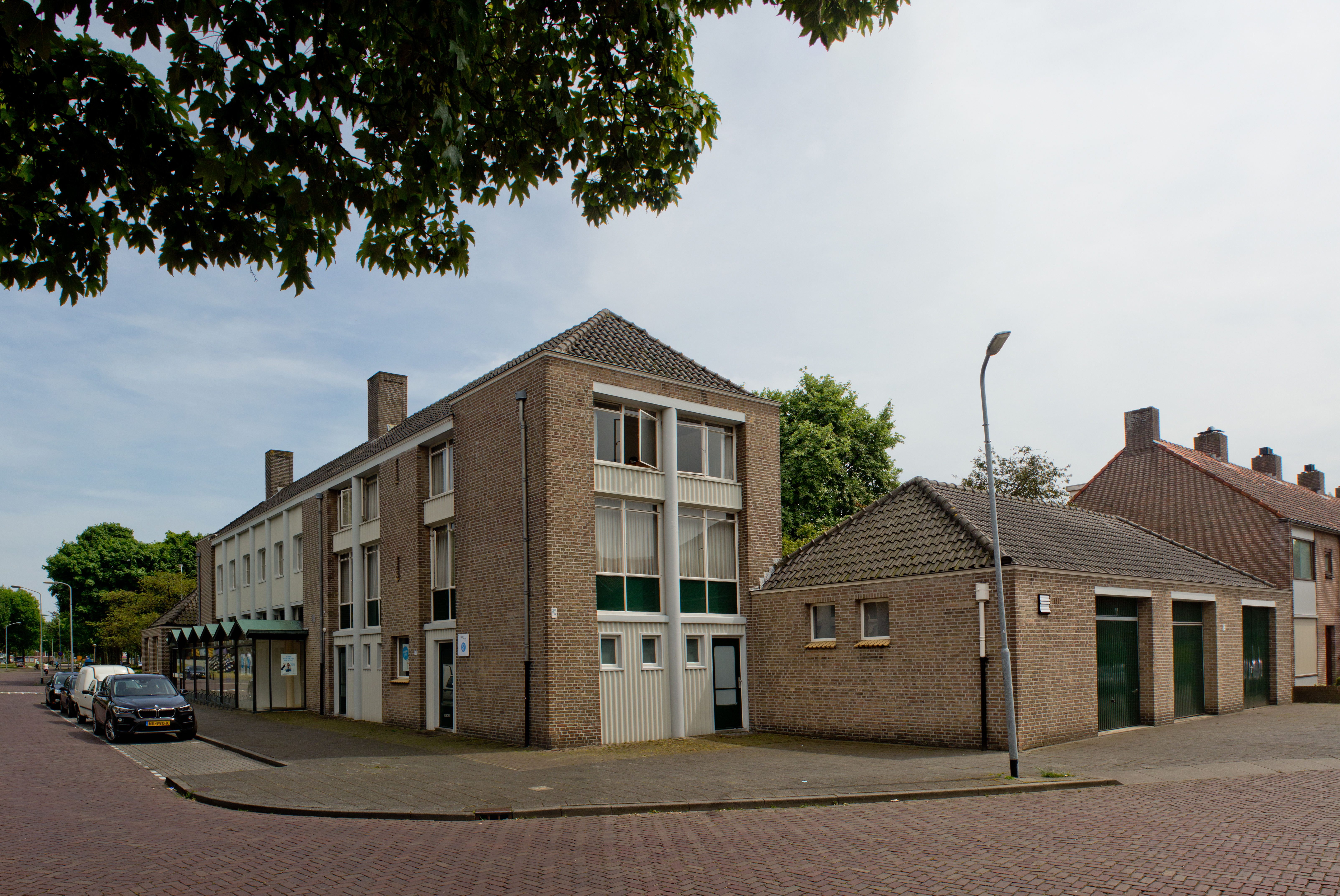
Voormalige apotheek aan de Monseigneur Leijtenstraat 40.
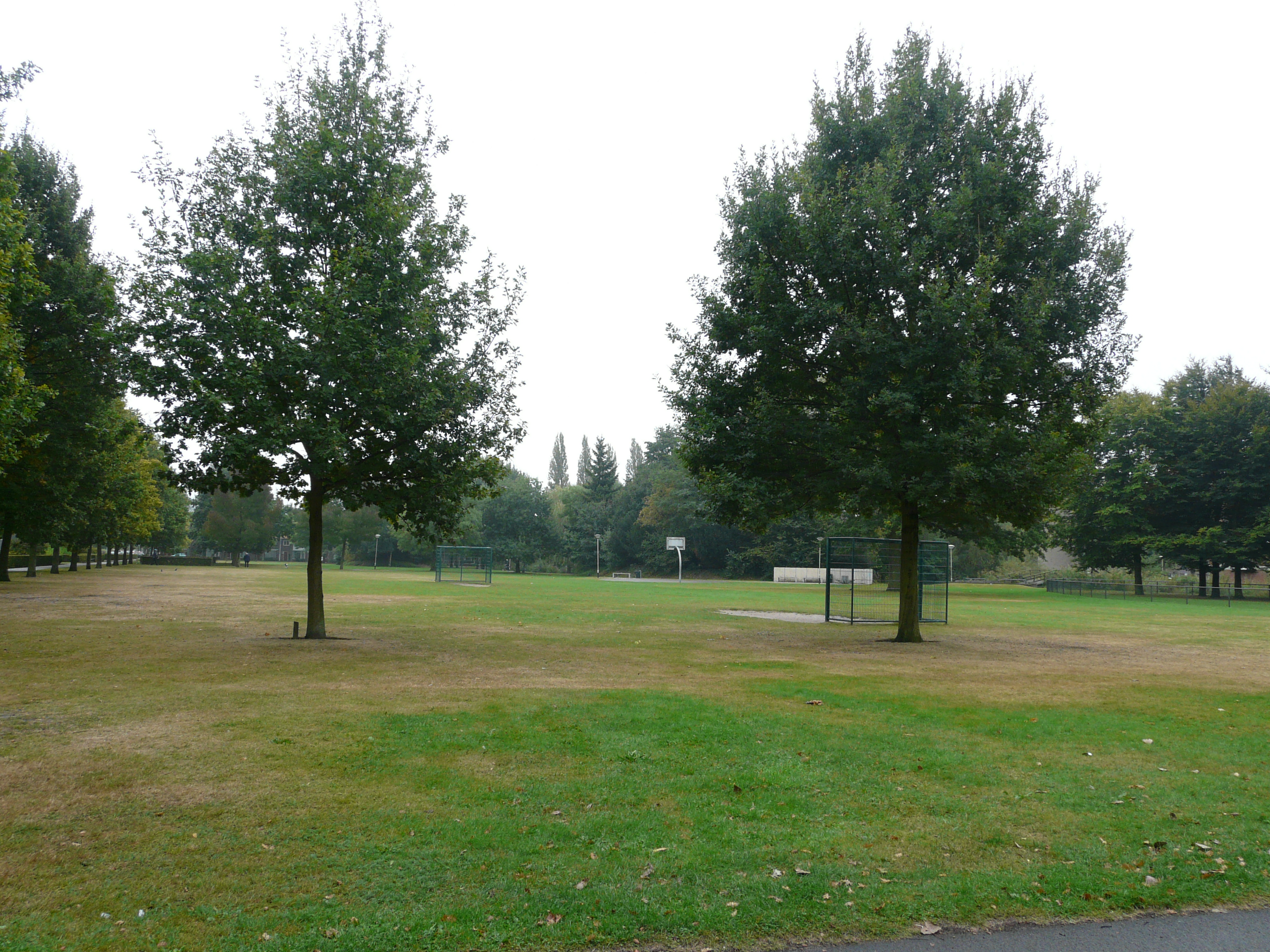
Het centrale park.
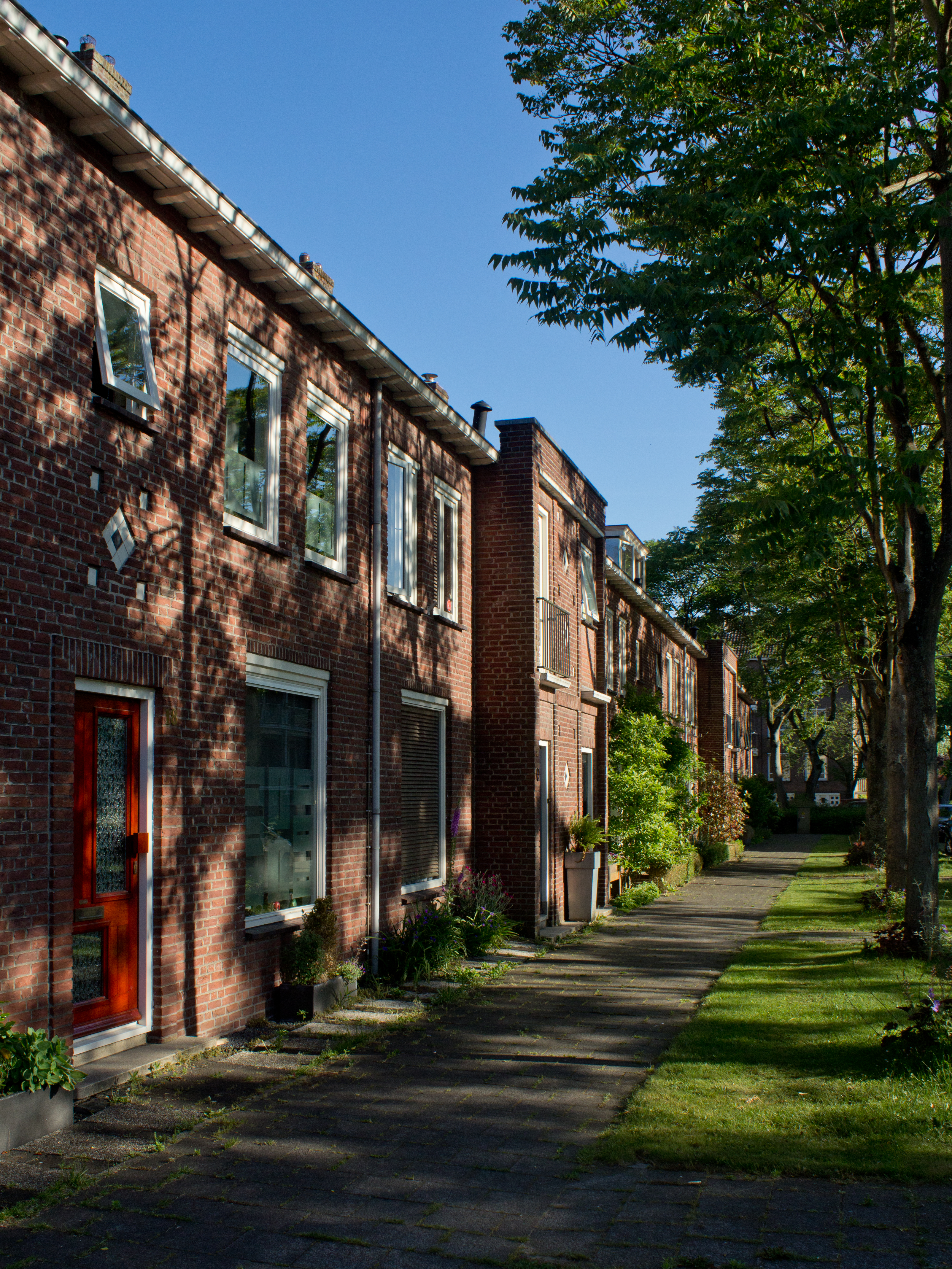
Woningbouw aan de Aquamarijnhof.
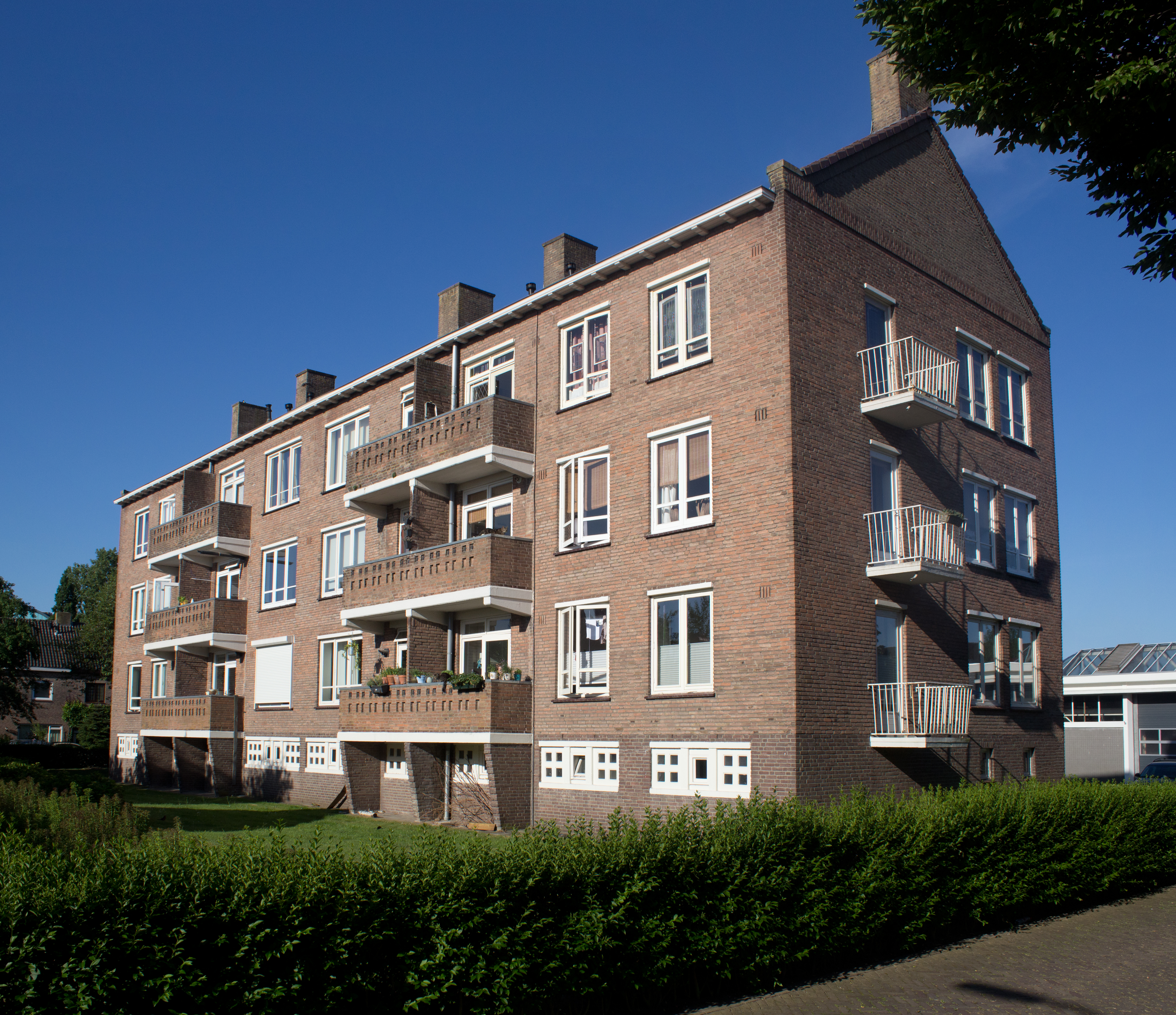
Appartementenblok aan de Koraalstraat.
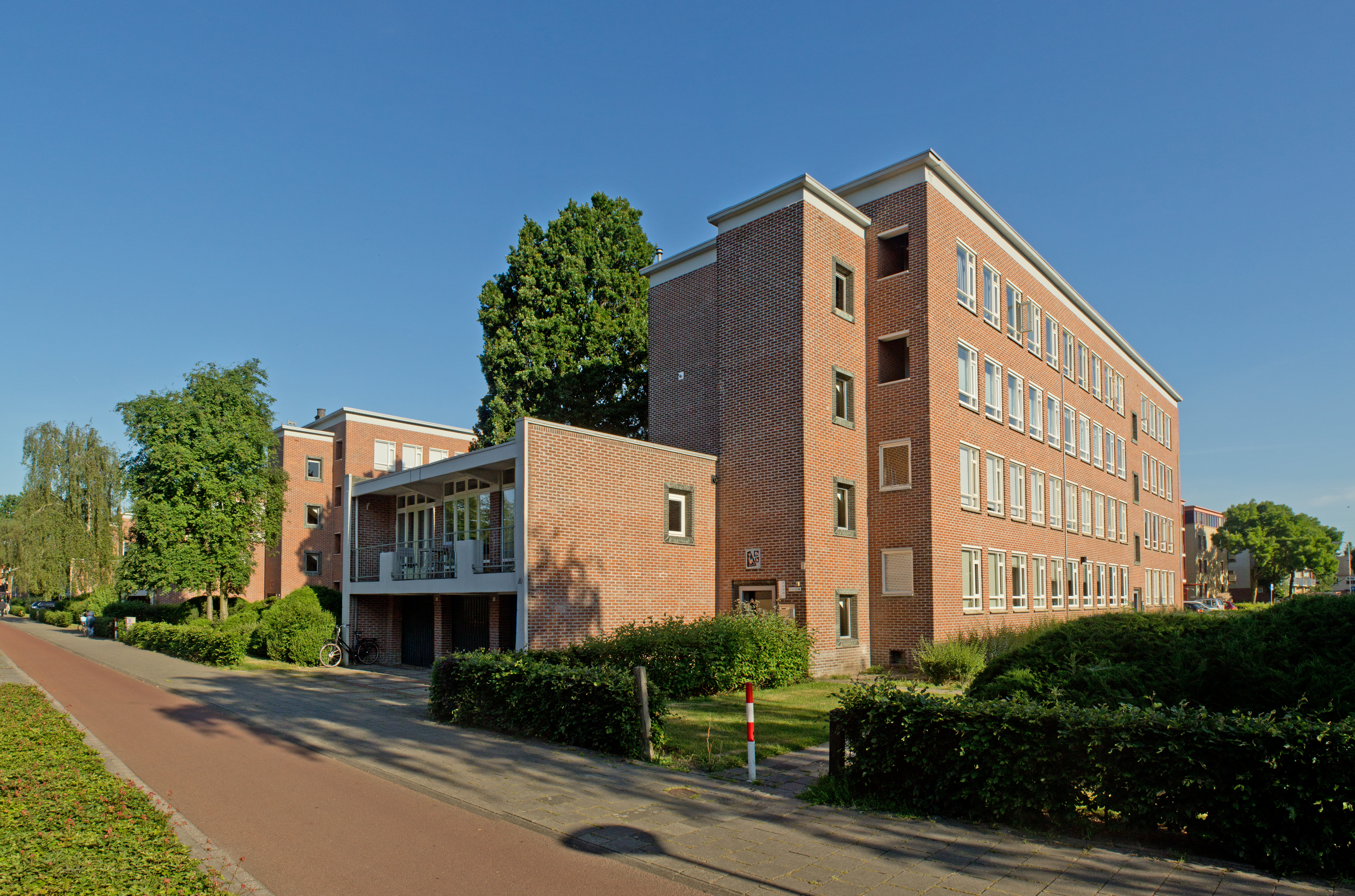
Woonblokken langs de Sint-Ignatiusstraat.
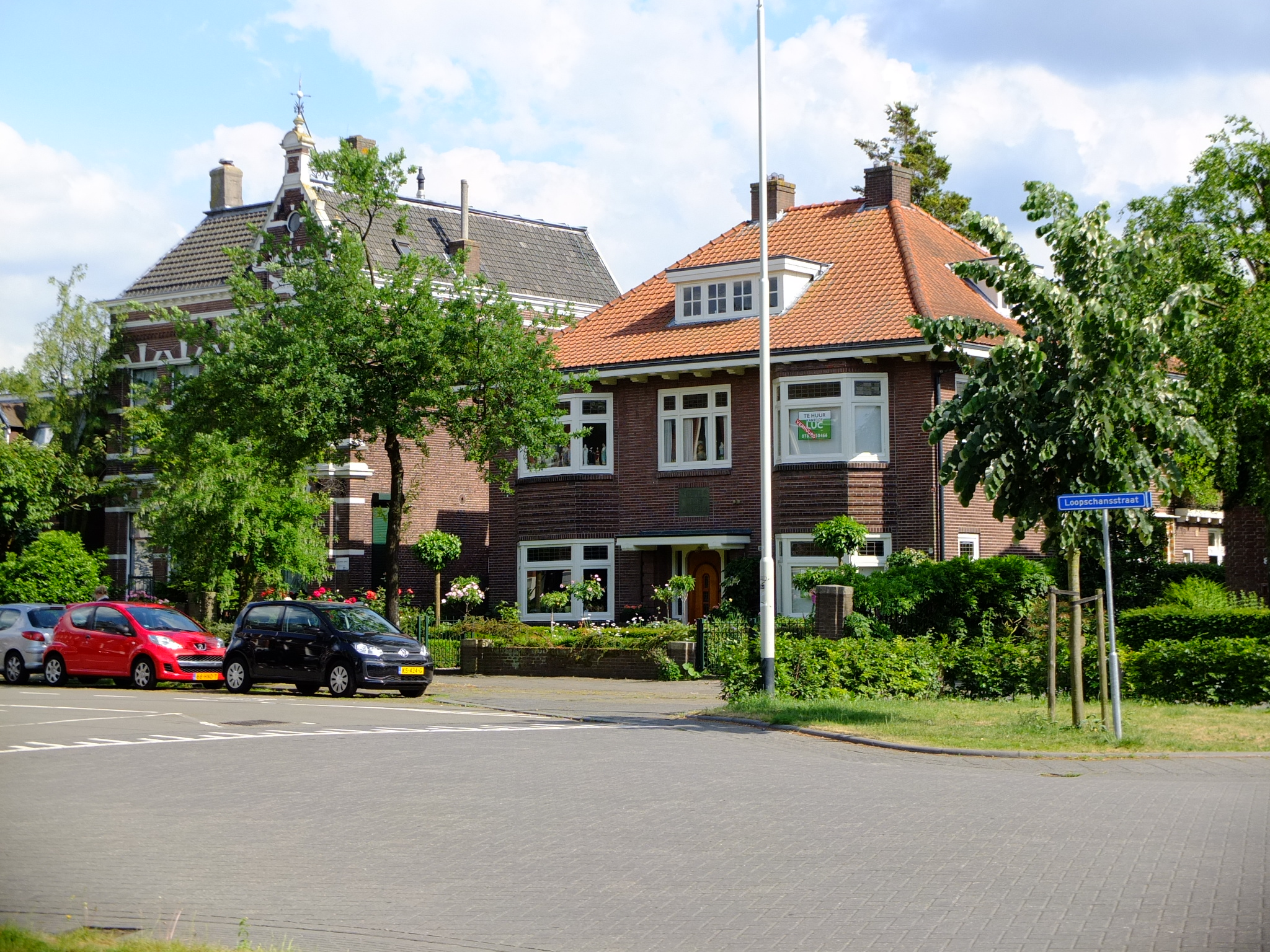
Teteringsedijk